# Parapoynx fluctuosalis
Parapoynx fluctuosalis là một loài bướm đêm trong họ Crambidae.